# Steatoda borealis
Steatoda borealis là một loài nhện trong họ Theridiidae.
Loài này thuộc chi Steatoda. Steatoda borealis được Nicholas Marcellus Hentz miêu tả năm 1850.